# Café Vesuvio (San Francisco)
El Café Vesuvio (en inglés: Vesuvio Cafe) es un bar histórico situado en San Francisco, California, Estados Unidos. Ubicado en 255 Columbus Avenue, frente a un callejón que lo separa de la librería City Lights Bookstore, el edificio fue diseñado y construido en 1913 por el arquitecto italiano Italo Zanolini, y reformado en 1918.

## Historia
El bar fue fundado en 1948 por Henri Lenoir, y fue frecuentado por diversas figuras emblemáticas de la Generación Beat, entre ellas Jack Kerouac, Allen Ginsberg, Lawrence Ferlinghetti y Neal Cassady .
El antiguo copropietario y gerente emérito Leo Riegler falleció en 2017.
El callejón que comparte con City Lights, originalmente denominado "Adler", fue renombrado en 1988 como "Jack Kerouac Alley". En 2007 fue rehabilitado y transformado en un espacio exclusivamente peatonal.